# Gulfstream G200
Gulfstream 200, còn có tên gọi cũ là IAI Galaxy, là một loại máy bay phản lực thương mại hai động cơ. Nó được thiết kế bởi hãng Israel Aircraft Industries (IAI) và được sản xuất cho Gulfstream Aerospace từ năm 1999 tới năm 2011.

## Tính năng kỹ chiến thuật
Dữ liệu lấy từ Frawley Gulfstream G200 data
Đặc điểm tổng quát
- Tổ lái: 2
- Sức chuyên chở: Chỗ ngồi từ 8 tới 18
- Tải trọng: 4.050 lb (1.840 kg)
- Chiều dài: 62 ft 3 in (18,97 m)
- Sải cánh: 58 ft 1 in (17,70 m)
- Chiều cao: 21 ft 5 in (6,53 m)
- Diện tích cánh: 369 ft² (34,3 m²)
- Trọng lượng rỗng: 19.200 lb (8.709 kg)
- Trọng lượng cất cánh tối đa: 35.450 lb (16.080 kg)
- Động cơ: 2 × Pratt & Whitney Canada PW306A kiểu turbofan, 6.040 lbf (26,9 kN) mỗi chiếc

 Hiệu suất bay 
- Vận tốc cực đại: Mach 0.85 (487 knot, 560 mph, 900 km/h)
- Vận tốc hành trình: Mach 0.80 (459 knot, 528 mph, 850 km/h)
- Tầm bay: 3.400 nmi (3.910 mi, 6.300 km) Mach 0.75 với 4 hành khách
- Trần bay: 45.000 ft (13.700 m)